# Seleção Eslovaca de Futebol Feminino
A Seleção Eslovaca de Futebol Feminino representa a República da Eslováquia no futebol feminino internacional. Sua predecessora é a Tchecoslováquia.